# 圖潘巴埃
圖潘巴埃是烏拉圭的城鎮，位於該國東北部，由塞羅拉爾戈省負責管轄，距離聖克拉拉德奧利馬爾21公里，海拔高度304米，2011年人口1,122。

## 外部連結
- INE map of Tupambaé